# Episodi de La vita promessa (prima stagione)

Logo tratto dai titoli di testa

La prima stagione della serie televisiva La vita promessa, composta da 4 episodi, è stata trasmessa in prima visione (nella fascia oraria della prima serata) su Rai 1 dal 16 settembre al 1º ottobre 2018.
| Nº | Titolo     | Prima TV          |
| -- | ---------- | ----------------- |
| 1  | Episodio 1 | 16 settembre 2018 |
| 2  | Episodio 2 | 17 settembre 2018 |
| 3  | Episodio 3 | 24 settembre 2018 |
| 4  | Episodio 4 | 1º ottobre 2018   |

## Episodio 1
Sicilia, 1921. Carmela Carrizzo è una donna tenace e volitiva che prende la drastica decisione di trasferirsi negli Stati Uniti d'America per sottrarsi alle morbose attenzioni del campiere Vincenzo Spanò, al servizio del barone Lanza per cui anche Carmela lavora: questi, infatti, le ha ucciso il marito Salvatore, “colpevole” sia di aver protestato riguardo alle dure condizioni di lavoro degli operai, sia perché sposato con Carmela, che Spanò brama. Sempre Spanò, inoltre, insieme a dei complici, ha torturato suo figlio Rocco dopo averlo sorpreso a mangiare un agnellino del barone che era caduto da un dirupo ed era ormai morente: a causa dell'umiliazione subìta Rocco ha tentato invano il suicidio impiccandosi, da cui è sopravvissuto diventando però minorato mentale.
Per poter raggiungere New York, Carmela accetta di sposarsi per procura con il veneto Matteo Schiavon. Tuttavia, poco prima della partenza da Napoli, la figlia Maria si ammala di colera e sembra morire; seppur distrutta dal dolore, Carmela parte insieme agli altri figli Michele, Rocco, Antonio e Alfredo. Sulla nave, grazie al suo lavoro di stiratrice, la donna conosce Amedeo Ferri, un ricco e gentile imprenditore italoamericano che prende sotto la sua ala protettrice il piccolo Alfredo, al quale spiega il suo mestiere. Pochi giorni dopo la partenza della nave Maria si riprende e, mentre viene aiutata della signora Assunta Moggi (che aveva ospitato momentaneamente la madre e i fratelli prima dell'imbarco) nella ricerca della sua famiglia, conosce Mosè Pogany, un giovane ebreo diretto anch'egli in America e che s'innamora subito di lei.
Carmela è intanto preoccupata che ad Ellis Island Rocco possa essere respinto dopo la visita medica poiché disabile e, frustrata, spiega ad Amedeo il motivo che l'ha portata a emigrare. Giunti a destinazione i Carrizzo, grazie all'intervento di Ferri, vengono esentati dal controllo scoprendo inoltre che, per un errore di trascrizione nei documenti, il loro cognome è diventato Rizzo. Carmela e i figli incontrano Matteo Schiavon e iniziano a familiarizzare con il nuovo ambiente. Nel frattempo, Spanò intercetta una lettera che Maria ha spedito all'amante Alfio, scoprendo che Carmela e i figli sono giunti in America.
- Ascolti: telespettatori 4 904 000 – share 23,5%[1].

## Episodio 2
Dopo essere stato messo sotto torchio da Spanò, Alfio parte per Napoli dopo aver ricevuto l'indirizzo di Assunta da don Cosimo. Carmela e i figli vengono accolti con affetto nella casa di Matteo a Little Italy, ma dopo l'arrivo di alcuni uomini loschi la donna viene messa in guardia da Giovanni Ardigò, il marito poliziotto della vicina di casa Concetta: Matteo, benché brav'uomo, ha ceduto il proprio negozio di mescita (in precedenza gestito dalla prima moglie) al boss Santo Matranga. Quando Carmela rifiuta di entrare in intimità con lui, promettendogli comunque aiuto e rispetto, Matteo acconsente chiedendole in cambio di non legarsi a un altro uomo. Intanto, Maria è in procinto di sposarsi con Mosè, anche se in realtà non vorrebbe dato che è innamorata di Alfio; nonostante ciò, su sollecitazione di Assunta, si converte e lo sposa per poter andare in America, dove Mosè ha ereditato un banco dei pegni. Alfio arriva a Napoli subito prima del loro matrimonio e, dopo aver visto Maria in abito da sposa, scappa inseguito da due scagnozzi di Spanò che cercano inutilmente di ottenere informazioni sulla posizione della famiglia di Carmela; Spanò allora chiede aiuto al cugino Michele Guarino, superiore di Matranga.
Mentre Michele contribuisce all'economia della famiglia grazie ai soldi guadagnati in una fonderia, Antonio comincia a lavorare per Matranga vendendo illegalmente alcolici. Un giorno Antonio partecipa a uno scippo con l'amico Salvo, il quale poi accoltella un uomo che prova a fermarli; tornato a casa, confessa il fatto e viene obbligato dalla madre a denunciare Salvo in commissariato di polizia. Nel frattempo, a Napoli, Assunta viene pugnalata a morte dal compagno Bartolo e muore poco prima di ricevere una lettera da Carmela. Alfredo, grazie a quanto appreso da Amedeo, sventa alcune truffe di chi vuole cambiare denaro a prezzo maggiorato al porto; mentre si allontana, Maria e Mosè scendono dalla nave, e la ragazza ha l'impressione di vedere il fratello. Amedeo riesce a rincontrare Carmela dopo alcuni tentativi infruttuosi dovuti al cambio anagrafico del cognome.
Matteo rimprovera a Carmela il comportamento dei figli e il poco aiuto che la donna, occupata come stiratrice, gli dà per la mescita. Il giorno seguente Matteo vede la moglie parlare con Amedeo, il quale avverte Carmela di un imminente sciopero alla fonderia dove lavora Michele: la polizia ha intenzione di caricare gli scioperanti, cosa che lo mette a rischio. Carmela arriva in tempo per tirarlo fuori il figlio, ma l'amico Ciro muore in ospedale a causa delle manganellate. Antonio racconta alla madre che Matteo è in affari con l'organizzazione mafiosa Mano Nera per riprendersi la mescita, così Carmela affronta il marito, che la rassicura sulla brevità della cosa sentendosi vicino nel riottenere il negozio. Carmela chiede lumi sulla Mano Nera ad Amedeo, che le parla anche del coinvolgimento di Guarino, soprannominato “re della distilleria”.
Carmela si prepara per andare a una cena in compagnia di Amedeo, ma Giovanni la informa che Matteo è morto: l'uomo stava trasportando delle casse di alcol, rivelatesi vuote, per conto di Guarino, che in realtà cercava solo un diversivo per liberarsi di lui; Matteo non si è fermato ad un posto di blocco della polizia ed è stato ucciso. Necessitando di denaro per il funerale del marito, Carmela si reca nel banco dei pegni di Mosè, il quale capisce, grazie a due fotografie contenute nel medaglione della donna, che lei è sua suocera: la famiglia si ricompone con l'aggiunta del neonato Salvatore, chiamato come il nonno materno. Giovanni indaga su chi ha incastrato Matteo, ma viene ucciso la sera di Natale da Salvo; Antonio assiste all'omicidio, e Salvo minaccia di uccidere anche lui e sua madre se dovesse parlare. In Sicilia, Spanò viene raggiunto dal cugino nello stesso momento in cui arriva il barone, al quale è deciso a togliere i possedimenti.
- Ascolti: telespettatori 5 708 000 – share 26,1%[2].

## Episodio 3
Passano alcuni anni. Prima di partire per l'America, Spanò intende sistemare la questione ereditaria degli eredi del barone, recentemente deceduto. La vicina di casa Angela accusa Rocco di averle messo le mani sotto la gonna. Carmela lo rimprovera duramente, ma capisce che il figlio ha bisogno di sfogare i propri istinti, così, dopo avergli impedito di cadere dal cornicione, decide di trovargli una moglie: viene quindi presentata Rosa Canuto, una siciliana di ventitré anni disponibile a un matrimonio con un italiano residente negli Stati Uniti, e che per comprare le medicine al figlio Pietro di quattro anni si prostituisce. Quando riceve la lettera di Carmela, Rosa è contentissima alla prospettiva di cambiare vita, anche se non sa a quale figlio andrà in sposa (Carmela infatti, timorosa di un rifiuto, le ha inviato una foto di famiglia anziché del solo Rocco, senza indicare quale sia). Intanto Alfredo frequenta abitualmente Amedeo affinché lo aiuti ad entrare nel business degli immobili, oltre a essersi affezionato a lui.
Quando Rosa arriva al porto, Carmela è scioccata nel vedere che è una ragazza molto bella, sentendosi in colpa per averla fatta sposare a tradimento. Anche Michele rimane colpito dalla sua bellezza, e Rosa crede che sia proprio lui l'uomo che ha sposato, ma quando capisce che in realtà si tratta di Rocco non riesce a reprimere la delusione. Al matrimonio di Rocco e Rosa si presentano Matranga e Salvo: Carmela li caccia, certa che siano implicati nell'omicidio di Giovanni, ma Antonio, dopo aver discusso con la madre, si scusa con loro. Alla festa si presenta anche Alfio, giunto negli Stati Uniti già da due anni, lasciando Maria piuttosto confusa. La stessa notte, Rosa fugge col figlio in una chiesa vicina, così Carmela chiama Michele e gli chiede di riportarla indietro. Michele trova Rosa, si scusa per la situazione creatasi e le racconta le violenze subìte da Rocco e cosa l'ha ridotto in quel modo, e il successivo omicidio del padre. Rosa si commuove ma non vuole sopportare altre situazioni difficili, eppure Michele la convince a tornare indietro purché le venga permesso di lavorare e studiare. Carmela insegna alla nuora come stirare, mentre Rocco trova un po' di serenità in compagnia del piccolo Pietro.
Maria e Alfio si vedono di nascosto, e lei gli chiede di farsi assumere da Mosè pur di averlo vicino. Amedeo invita Carmela al Waldorf-Astoria Hotel, dove si sarebbero dovuti incontrare la sera in cui morì Matteo. Rosa e Michele s'incontrano: lei è stata assunta come stiratrice e frequenta lezioni di lingua inglese, mentre lui è assente da casa da un mese, perciò le chiede di non dire alla madre di averlo visto; i due riescono a malapena a trattenere l'attrazione reciproca, anche se vengono visti dalla finestra da Carmela. Durante un incontro segreto nella banca dei pegni, Maria dice ad Alfio di essere pronta a confessare a Mosè la verità, e vengono quasi colti in flagrante da Carmela, che comunque capisce tutto e rimprovera la figlia paragonando la sua situazione a quella di Rosa. Parlando con Alfredo, Carmela ritiene che sia opportuno che Alfio trovi un altro lavoro e che Michele si trovi una ragazza giusta. Il giorno dopo Carmela chiede ad Amedeo di offrire ad Alfio una sistemazione (diventerà il suo autista), mentre Michele si ferma fuori dal sindacato dove Rosa segue le lezioni di lingua inglese.
Gennaio 1929. Carmela non vuole partecipare alla festa di Angela e al suo posto manda Rosa, dopo di che ha un breve diverbio con Maria. Alla festa Alfredo presenta a Michele una ragazza, ma il fratello accetta di ballarci solo per cortesia. Poco dopo arrivano anche Mosè, Maria e Rosa: Maria si scambia qualche sguardo con Alfio, mentre Rosa rimane dispiaciuta nel vedere Michele ballare con l'americana e accetta l'invito di Carlo, amico di Michele, avendo subito dopo un mancamento. Tornata a casa, dopo aver avuto una discussione sibillina con Carmela riguardo a Michele, Rosa si prepara per dormire; Rocco cerca di avere un rapporto intimo con lei, ma quando viene rifiutato si dispera e si autodenigra, quindi Rosa cede ma finisce per piangere. Il giorno seguente, durante una passeggiata, Carmela vede arrivare Spanò e si sente male.
- Ascolti: telespettatori 5 606 000 – share 24,9%[3].

## Episodio 4
In uno speakeasy alcuni membri della Mano Nera, incluso Spanò, incontrano Lucky Luciano per spartirsi le zone di New York; anche Antonio si trova lì accompagnato da Salvo, e quando lo riconosce medita di ucciderlo. Più tardi Antonio spia una conversazione tra Spanò e Guarino, i quali intendono ingannare Matranga e aspettano un carico di armi; il giorno seguente riferisce tutto a Matranga. Rosa osserva Antonio e Salvo prendere delle armi dalla piccionaia sul tetto e lo riferisce a Michele, col quale ha un rapporto intimo; Rocco si sveglia e, non vedendo Rosa né la madre (in ospedale dopo il malore) ha paura, ma si calma suonando uno zufolo accanto alla piccionaia. Anche Alfredo scopre che Spanò è arrivato a New York e ne parla con Amedeo, al quale Carmela ha detto tutto. Michele ha un duro scontro con Antonio, il quale gli dice di sapere che è andato ad abitare altrove a causa di Rosa. Mosè capisce che la moglie gli nasconde qualcosa; nel mentre Maria confessa a Rosa di amare Alfio, e la cognata le consiglia di agire con cautela.
Matranga sorprende Spanò e i suoi compari nel deposito delle armi ma, con sua sorpresa, è Salvo a ucciderlo, al quale Spanò e Guarino impongono di assassinare Antonio; Salvo cerca Antonio a casa sua ma viene sbattuto fuori. Michele, Antonio e Alfredo parlano di Spanò e Michele scopre che gli altri due intendono vendicare il padre e il fratello; Antonio li avverte di fare attenzione a Salvo, vendutosi a Guarino. Carmela va da Amedeo, dove trova anche Alfio, Antonio, Michele e Alfredo: Antonio dice alla madre di essersi affiliato alla Mano Nera per diventare ricco come Amedeo e “uomo” come Michele, e per renderla orgogliosa di lui, chiedendole perdono: dato che è ricercato dai mafiosi, Antonio deve allontanarsi da New York, e Amedeo propone di mandarlo in California. Angela, che si prostituisce, svela a Spanò l'indirizzo della nuova casa della famiglia di Carmela, trasferitasi dopo l'allontanamento di Antonio. Nell'hotel dove alloggia Amedeo, un broker si spara a causa di un gravissimo tracollo della borsa; fortunatamente, Amedeo è riuscito a limitare le perdite. Carmela riceve un orologio da parte di Amedeo e poi un mazzo di rose, che capisce però essere state spedite da Spanò.
Michele ritiene che non sia il momento giusto per scioperare e chiede ai compagni di non farlo, memore di quanto successo all'amico Ciro, ma viene ignorato. Alfredo compra un ristorante alla madre, ma Carmela ha una brutta sorpresa quando vede che uno dei clienti è Spanò, accompagnato da Guarino, e prima che se ne vadano cacciati dalla donna, Spanò la provoca. Michele e Rosa continuano la loro relazione, e quando lui esprime il desiderio di uccidere Spanò, lei gli chiede di non lasciarsi sopraffare dalla rabbia. Mosè comprende che la moglie non lo ama veramente, e quando Maria gli chiede per l'ennesima volta un'uscita fuori orario decide di seguirla, prendendo una pistola; quando vede con i propri occhi Maria e Alfio baciarsi, prima punta la pistola contro i due amanti, ma poi si suicida. Maria non si dà pace e non vuole che Alfio sia presente al funerale di Mosè. 
Carlo riesce a salvarsi da un incendio doloso al sindacato, il che gli fa credere che i mafiosi siano riusciti ad infiltrarsi perfino lì: questo dà la spinta decisiva a Michele per diventare un sindacalista convinto. Rosa confessa di essere incinta prima a Maria e poi a Carmela, rinfacciandole di non rispettare i desideri dei figli, poi corre da Michele per dirgli che diventerà padre; Rocco ascolta la conversazione e, capito che Rosa ama il fratello e aspetta un figlio da lui, ha una crisi. Lo sciopero si trasforma in una grande rissa dove degli uomini inviati da Spanò picchiano gli scioperanti: tra loro c'è Salvo, che uccide Michele sotto gli occhi di Rosa. Antonio assiste al funerale del fratello da lontano, anche se viene scorto da Alfredo, che più tardi gli suggerisce di non vendicarsi; arriva Amedeo, colpito dalla crisi economica e ora in condizioni modeste, che ammette di amare Carmela ma di non aver il coraggio di dichiararsi. Durante un'operazione di polizia contro il carico d'armi atteso dai mafiosi, Antonio s'infiltra e spara a Spanò, venendo poi arrestato.
Amedeo lo accompagna insieme ai poliziotti da Carmela, che rimane sconvolta dall'azione del figlio, il quale però le risponde che era quello che andava fatto; tuttavia, per aver salvato un capitano di polizia, riceverà uno sconto di pena. Amedeo trova il coraggio di dichiararsi a Carmela, che lo bacia prima che se ne vada. Rosa partorisce il figlio di Michele. Rocco regala al neonato un ovetto e, quando Rosa glielo fa prendere in braccio, gli chiede umilmente perdono: ha trovato lavoro in una tipografia grazie a Carlo e il giorno dopo se ne andrà, ma tornerà a trovarli ogni volta che potrà. Rocco propone di chiamare il nipotino Angelo; Carmela ammette a Rosa che loro due sono uguali, e regala a lei e al nipotino un vecchio sonaglino e un maglione appartenuti a Michele. Un anno dopo Carmela festeggia il suo compleanno in hotel insieme ad Amedeo, Carlo e la famiglia al completo, incluso Antonio, appena tornato da San Francisco.
- Ascolti: telespettatori 6 115 000 – share 26,2%[4].